# 태화 (금)
태화(泰和, 1201년 ~ 1209년 1월)는 금나라 장종(章宗) 완안 경(完顔 璟)의 세번째 연호이다. 8년 1개월 가량 사용하였다. 장종(章宗)이 죽고 난 후에 폐제(廢帝) 위소왕(衛紹王)이 대안으로 개원할 때까지 사용하였다.

## 개원
- 승안(承安) 5년 12월 1일[1](1201년 1월 7일)에 연호를 태화(泰和)로 정하고, 다음 해 1월 1일[2](1201년 2월 5일)에 개원함.[3][4][5]

- 태화(泰和) 9년 1월 28일[6](1209년 3월 5일)에 연호를 대안(大安)으로 개원함.[7][8][5]

## 연대 대조표
| 태화       | 원년            | 2년        | 3년        | 4년        | 5년             | 6년        | 7년        | 8년             | 9년        |
| 서기(西紀) | 1201년          | 1202년     | 1203년     | 1204년     | 1205년          | 1206년     | 1207년     | 1208년          | 1209년     |
| 간지(干支) | 신유(辛酉)      | 임술(壬戌) | 계해(癸亥) | 갑자(甲子) | 을축(乙丑)      | 병인(丙寅) | 정묘(丁卯) | 무진(戊辰)      | 기사(己巳) |
| 남송(南宋) | 가태(嘉泰) 원년 | 2년        | 3년        | 4년        | 개희(開禧) 원년 | 2년        | 3년        | 가정(嘉定) 원년 | 2년        |

## 동시대 연호

### 중국
송(宋)
- 가태(嘉泰) (1201년 ~ 1204년)
- 개희(開禧) (1205년 ~ 1207년)
- 가정(嘉定) (1208년 ~ 1224년)

서하(西夏)
- 천경(天慶) (1194년 ~ 1206년)
- 응천(應天) (1206년 ~ 1209년)

대리국(大理國)
- 봉력(鳳曆) (1200년 ~ 1203년?)
- 원수(元壽) (1203년? ~ 1204년)
- 천개(天開) (1205년 ~ 1225년)

서요(西遼)
- 천희(天禧) (1177년 ~ 1211년)

기타
- 오희(吴曦) 전운(轉運) (1207년)

### 베트남
- 티엔뜨자투이(天資嘉瑞) (1186년 ~ 1202년)
- 티엔자바오흐우(天嘉寶祐) (1202년 ~ 1205년)
- 찌빈롱응(治平龍應) (1205년 ~ 1210년)

### 일본
- 쇼지(正治) (1199년 ~ 1201년)
- 겐닌(建仁) (1201년 ~ 1204년)
- 겐큐(元久) (1204년 ~ 1206년)
- 겐에이(建永) (1206년 ~ 1207년)
- 조겐(承元) (1207년 ~ 1211년)

## 같이 보기
- 중국의 연호 목록